# David Simão
David Martins Simão (Sant'Antimo, 15 maggio 1990) è un calciatore italiano naturalizzato portoghese, centrocampista dell'Arouca.

## Carriera

### Club
Di proprietà del Benfica, trascorre varie stagioni in prestito prima di approdare a titolo definitivo al neopromosso Arouca.

### Nazionale
Ha giocato nelle nazionali giovanili portoghesi Under-16, Under-17, Under-18, Under-19, Under-20 ed Under-21.

## Palmarès

### Club

#### Competizioni nazionali
- Coppa del Portogallo: 1

Académica: 2011-2012
- Coppa d'Israele: 1

Hapoel Be'er Sheva: 2019-2020